# Фріульське герцогство
Фріульське герцогство (італ. Ducato del Friuli) — одне з найбільших територіальних лангобардських герцогств, яке існувало у 568—776 рр., і виконувало роль буфера між Італією і слов'янами. Разом із Сполетським, Беневентським та Трентським герцогствами, Фріулі часто намагалось здобути незалежність від короля лангобардів.
Провінція Фріулі (Венеція) була першою провінцією в Італії, яку завоювали лангобарди під керівництвом Албойна в 568. Албойн доручив правління регіоном своєму племінникові Гізульфові I, який вибрав сім'ї, що оселились на його володіннях. Початково герцогство було добре захищено Карнійськими Альпами та Юлійськими Альпами на півночі та сход. На півдні герцогство межувало з Равеннським екзархатом, та початково не мало виходу до моря. З цього боку можливі нападники, такі як хорвати, авари, та пізніше угорці мали чудовий доступ до земель герцогства. Його західний кордон спочатку не був визначений, а пізніше на цих землях було утворено Ченедське герцогство. Головним містом провінції була Аквілея, проте лангобардською столицею Фріулі стало Forum Julii, сучасне Чівідале-дель-Фріулі.

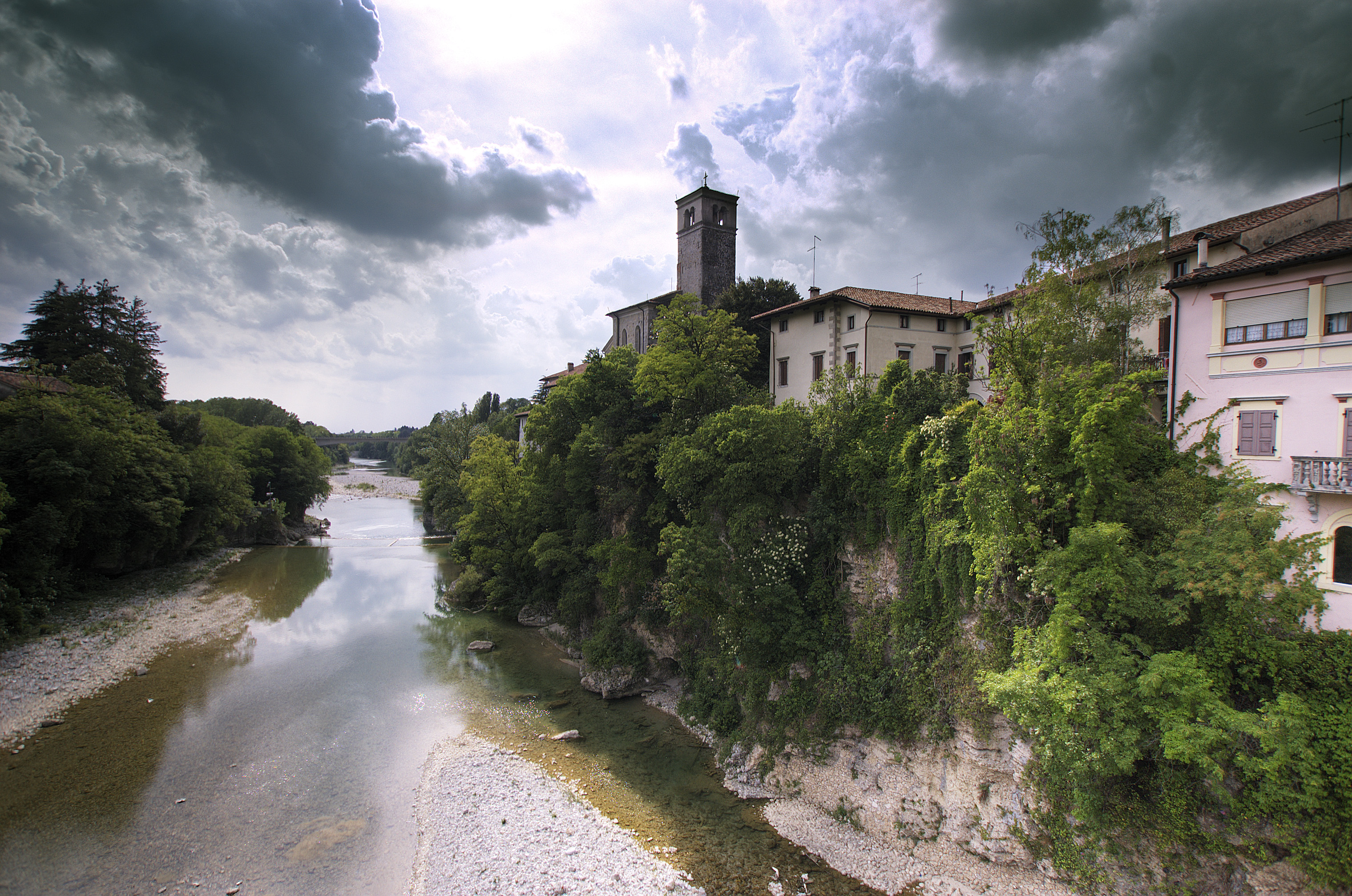
Чівідале-дель-Фріулі

Після осади Павії в 774 Карл Великий завоював герцогство, яке в 846 було перетворено в франкську Фріульську марку.